# توم بوست
توم بوست (بالإنجليزية: Tom Boast)‏ (13 نوفمبر 1905 – ) هو سباح، من أستراليا، مثّل بلاده في الألعاب الأولمبية الصيفية 1928.

## وصلات خارجية
- توم بوست على موقع الاتحاد الدولي للسباحة (الإنجليزية)
- توم بوست على موقع أوليمبيديا (الإنجليزية)
- توم بوست على موقع اللجنة الأولمبية الأسترالية (الإنجليزية)